# 英國第11軍
英國第11軍（英語：XI Corps (United Kingdom)）是英國遠征軍的一個軍。英國第11軍服役於第一次世界大戰期間，曾在西方戰線和義大利作戰。它在第二次世界大戰期間因作為保衛英國本土的部隊之一部分而重建。

## 第一次世界大戰
英國第11軍於1915年8月29日在法國成立，由理查德·哈金領導。它於1916年7月19日的弗羅梅萊斯戰役中第一次與敵軍交戰，這是對索姆河攻勢的轉移，英國第11軍其中兩個師在法蘭德斯發動了一次計劃不周的攻擊。這次攻擊除了造成數千人傷亡外，一無所獲，因此在澳大利亞引起了極大的不滿。
英國第11軍於1917年11月轉移到義大利前線。
英國第11軍於1918年3月至西方戰線，並成為威廉·里德爾·伯德伍德爵士的第5集團軍之一部分，參加了對德國春季攻勢（里斯戰役）的防禦和第一次世界大戰的最後戰役。

## 第二次世界大戰
英國第11軍在第二次世界大戰初期在英國進行了重建。它的主要基地位於費爾斯德學校。